# Trindade do Sul
Trindade do Sul là một đô thị thuộc bang Rio Grande do Sul, Brasil. Đô thị này có diện tích 268,417 km², dân số năm 2007 là 5909 người, mật độ 22,01 người/km².